# Логотип Вікіпедії

Українізований варіант логотипу

Логотип Вікіпедії — офіційний логотип онлайн-енциклопедії Вікіпедії. 

## Опис
Сучасний логотип Вікіпедії являє собою складену з пазлів кулю сірого кольору. На кожному з пазлів міститься зображення символів різних систем письма. Під кулею розміщено гасло проєкту — Вільна енциклопедія (англ. The Free Encyclopedia).

## Історія створення
|                |                |                         |                          |                |
| Перший логотип | Другий логотип | Варіант Пола Стансіфера | Варіант Девіда Фрідленда | Третій логотип |

### Сучасний логотип

Об'ємне лого Вікіпедії, що обертається в усі боки, показуючи невидимі «спереду» пазли

Однак логотип містив помилки і неточності в зображеннях символів. Таким чином деякі символи, наприклад, катакани і деванагарі, втрачали свій сенс. В кінці 2009 року Фонд Вікімедіа спробував виправити недоліки логотипу, в тому числі його погану масштабованість. В оновленому логотипі більше не використовувалася клінгонська буква, що позначає звук «R» (розділ Вікіпедії цією мовою не існує з 2005 року), замінена символом ефіопського алфавіту «ው», а шрифт підпису був змінений з Hoefler Text на Linux Libertine і втратив курсивне накреслення. Одночасно з цим в Linux Libertine був включений спеціальний символ стилізованої «W», який був складений з двох «V». Логотип був розміщений у Вікіпедії в травні 2010 року.

#### Ракурси
|                |              |               |              |              |               |
| Вигляд спереду | Вигляд ззаду | Вигляд справа | Вигляд зліва | Вигляд знизу | Вигляд зверху |

## Символи логотипу
Логотип Вікіпедії містить зображення 16 різних літер з 16 різних систем письма.
| Վ Вірменська       | Н/Д          | Н/Д                     | Н/Д         |
| ល Кхмерська        | Н/Д          | ワィ Катакана           | ው Ефіопська |
| ཝི Тибетська        | Ω Грецька    | Латинська Стилізована W | ي Арабська  |
| वि Деванагарі       | 維 Китайська | И Кирилиця              | 위 Хангиль  |
| ᡅ Старомонгольська | ವಿ Каннада    | ו Гебрейська            | ฉ Тайська   |

* N/A відзначені відсутні частини пазла.

## Святкові логотипи
У випадку особливих подій (досягнення деякої кількості статей, річниці створення мовного розділу тощо) офіційний логотип може бути тимчасово замінений на святковий варіант.

Український логотип з нагоди 1-мільйонної статті
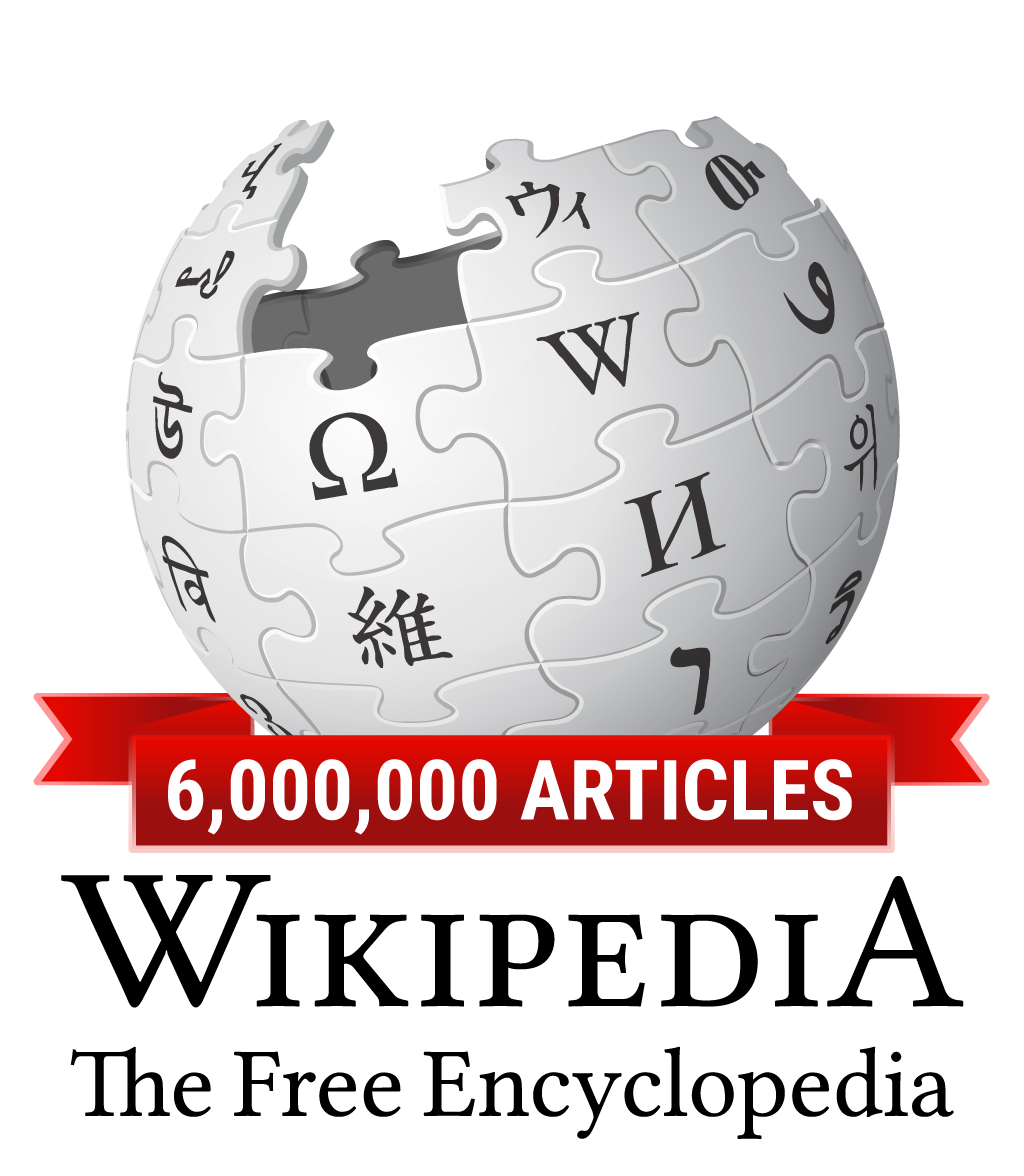
Англійський логотип з нагоди 6-мільйонної статті
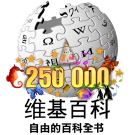
Китайський логотип з нагоди 250-тисячної статті
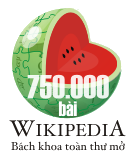
В'єтнамський логотип з нагоди 750-тисячної статті
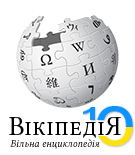
Десята річниця української Вікіпедії (2014)
П'ятнадцята річниця української Вікіпедії (2019)
Шістнадцята річниця української Вікіпедії (2020)
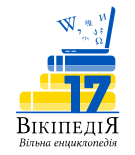
Сімнадцята річниця української Вікіпедії (2021)
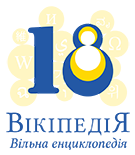
Вісімнадцята річниця української Вікіпедії (2022)